# APTN National News

APTN National News est le téléjournal anglophone du Réseau de télévision des peuples autochtones, chaîne de télévision canadienne autochtone. Lancé en 2002, il est diffusé à échelle nationale et est enregistré des studios de la chaîne, dans la ville de Winnipeg, au Manitoba. Il est présenté par Michael Hutchinson et Dana Foster.